# Zethesides serangodes
Zethesides serangodes is een vlinder uit de familie spinneruilen (Erebidae). De wetenschappelijke naam is voor het eerst geldig gepubliceerd in 1956 door Viette.
De soort komt voor in tropisch Afrika.